# Pedro Sampaio Guerra
Pedro Sampaio Guerra (Itabira, 27 de junho de 1914 – Coronel Fabriciano, 25 de dezembro de 2011) foi um médico, formado pela Universidade Federal de Minas Gerais (UFMG). Foi conhecido por ser o fundador de algumas das principais unidades de saúde na atual Região Metropolitana do Vale do Aço e no município de Nova Era.

## Sobre
Pedro Sampaio Guerra, conhecido como Dr. Pedro foi um medico pioneiro no município de Coronel Fabriciano, foi o fundador de importantes instituições no Vale do Aço. Dr. Pedro se formou na Universidade Federal de Minas Gerais em 1937.
A história de dedicação e trabalho do Dr. Pedro Sampaio Guerra, começou ainda na década de trinta, quando o médico dava os primeiros passos da carreira no curso de medicina da Universidade Federal de Minas Gerais. No quarto ano, o perfil de dedicação que marcaria toda a caminhada médica do profissional, já despontava na residência médica de uma das mais tradicionais instituições de saúde do Estado, a Santa Casa de Misericórdia de Belo Horizonte.
Depois de formado, Dr. Pedro começou a exercer a profissão na cidade de Nova Era, onde, dez anos depois, foi um dos fundadores do primeiro hospital da cidade, a Casa de Saúde Santa Lúcia. No passo seguinte da carreira, o médico mineiro segue para Itabira onde começa um trabalho marcante junto aos trabalhadores da CIA Melhoramentos Ferroviários - empreiteira da CIA Vale do Rio Doce. Também foi o fundador do Hospital Nossa Senhora do Carmo, que mais tarde veio a se transformar no Hospital Unimed, em Coronel Fabriciano.